# Список найбільших змій
Найбільші живі змії у світі, виміряні або за довжиною, або за вагою, належать до родин удавових (Boidae) та пітонових (Pythonidae). До них належать анаконди, пітони та удави, які є неотруйними зміями. Найдовшою отруйною змією є королівська кобра завдовжки до 5,7 м, тоді як претендентами на титул найважчої отруйної змії є габонська гадюка та діамантова гримуча змія. Усі ці три види досягають максимальної маси в діапазоні 6—20 кг (13—44 фунт).
Існує чотирнадцять або п'ятнадцять видів змій, які явно мають максимальну масу щонайменше 23 кг (50 фунтів), як показано в таблиці нижче.

## Найбільші види змій
| Місце | Вид                                            | Наукова назва            | Родина   | Довжина | Вага | Зображення | Поширення                                                                 |
| ----- | ---------------------------------------------- | ------------------------ | -------- | --- | --- | ---------- | ------------------------------------------------------------------------- |
| 1     | Анаконда зелена (або південна зелена анаконда) | Eunectes murinus         | Удавові  | Максимальна непідтверджена довжина становить 8,8 м. Недтверрджена неофіційна максимальна довжина становить 6,27 м.. Максимальна довжина серед 780 екземплярів, спійманих над семирічний період 1992–98 становить 5,21 м. | Максимальна непідтверджена вага становить 227 кг Максимальна вага серед 780 екземплярів, спійманих над семирічний період 1992–98 становить 97,5 кг. |            |                                                                           |
| 1b    | Північна зелена анаконда                       | Eunectes akayima         | Удавові  | Подібна максимальна довжина до зазначеної вище для південної зеленої анаконди. Повідомляється, щонайменше 6,3 м, згідно з газетним звітом, який точно не перевірений                                                     | Максимальна вага подібна до вказаної вище південної зеленої анаконди                                                                                |            |                                                                           |
| 2     | Пітон бірманський                              | Python bivittatus        | Пітонові | Розмір найдовшого екземпляра, знайденого в дикій природі 10 липня 2023 р., становив 5,79 м | Максимальна вага у неволі зафіксована 182.8 кг , у дикій природі — 98 кг 94 кг (207 фунт), reliable, for the biggest male in the wild               |            |                                                                           |
| 3     | Пітон сітчастий                                | Malayopython reticulatus | Пітонові | Максимальна непітверджена довжина становить 10,05 м. У неволі найдовшим був пітон Саманта завдовжки 7,92 м (2002 рік). У природі найдовший сітчастий пітон зареєстрований у 1999 році і сягав 6,95 м.                    | Пітон Медуза у неволі у 2011 році важив 158,8 кг. 59 кг важив дикий зразок у 1999 році, після того, як не їв майже 3 місяці                         |            |                                                                           |
| 4     | Пітон ієрогліфий                               | Python sebae             | Пітонові | Непідтверджена максимальна довжина тіла 7,5 м., підтверджена — 6,5 м. | Максимальна вага — 113 кг, not firmly verified офіційно підтверджена — 91 кг.                                                                       |            | Ареал виду позначено зеленим                                              |
| 5     | Пітон південноафриканський                     | Python natalensis        | Пітонові | Максимальна зафіксована довжина — 5,8 м | 80 кг, за іншими даними 65 кг. |            | Ареал виду позначено помаранчевим                                         |
| 6     | Пітон тигровий                                 | Python molurus           | Пітонові | Непідтверджена максимальна довжина тіла 6,4 м, а підверджена — 4,6 м | Максимальна відома вага — 91 кг підверджена вага — 52 кг.                                                                                           |            |                                                                           |
| 7     | Чагарниковий пітон                             | Simalia kinghorni        | Пітонові | Є непідтверженні повідовлення прро особини понад 8 метрів завдовжки, але підтверджена максимальна довжина становить 5,65 м                                                                                               | 35 кг |            | Ареал виду позначено темно-зеленим                                        |
| 8     | Пітон аметистовий                              | Simalia amethistina      | Пітонові | Може виростати до 5,5 м, хоча максимальна зареєстрована довжина становить 4,72 м | Здатний досягати 20 кг ваги |            | Діапазон показаний темно-помаранчевими та яскраво-помаранчевими областями |
| 9     | Анаконда жовта                                 | Eunectes notaeus         | Удавові  | Максимальна відома довжина — 4,6 м. | Зазвичай вони важать 25–35 кг, хоча великі екземпляри можуть важити 40–55 кг.                                                                       |            | Південна Америка                                                          |
| 10    | Удав справжній                                 | Boa constrictor          | Удавові  | Виростає до 4,3 м | Понад 45 кг. |            |                                                                           |
| 11    | Удав кубинський                                | Chilabothrus angulifer   | Удавові  | Найбільший зразок сягав 5,65 м завдовжки | Максимум 40 кг. |            | Куба                                                                      |
| 12    | Анаконда болівійська                           | Eunectes beniensis       | Удавові  | Найбільший зразок 3,2 м | 35 кг |            | Болівія                                                                   |
| 13    | Анаконда Дешавенсея                            | Eunectes deschauenseei   | Удавові  | 3 метри. | 30 кг |            |                                                                           |
| 14    | Пітон папуановий                               | Apodora papuana          | Пітонові | Одне досить надійне повідомлення про розмір 4,39 м | Середня вага зазначена як 22,5 кг. |            | Нова Гвінея                                                               |

## За родинами

### Удави (Boidae)
- Найбільши живим представником змій є зелена анаконда (Eunectes murinus) з неотропічних річкових шляхів. Вони можуть перевищувати 8,8 м завдовжки і важити 227 кг, хоча такі звіти не повністю перевірені.[9] Також зберігаються чутки про більших анаконд. Сітчастий пітон (Python reticulatus) із Південно-Східної Азії довший, але стрункіший, і, як повідомляється, має розміри до 10 м у довжину та важить до 158 кг.[49][19]

### Полози (Colubridae)
- Серед полозових, найрізноманітнішої родини змій, найбільшими зміями, можливо, є щуряча змія (Ptyas carinata) до 4 м завдовжки.[50] Рід Drymarchon також містить деякі з найбільших полозів, таких як східна індигова змія (Drymarchon couperi) та індигова змія (Drymarchon corais), які обидві можуть досягати довжини майже 3 метрів.[51][52]
- Іншим великим видом цієї родини є несправжня водяна кобра (Hydrodynastes gigas), що досягає довжини 3 метрів і масою 4,56 кг, Вона одна з найбільших отруйних змій Південної Америки. Тигрова щуряча змія (Spilotes pullatus), яка також мешкає в Південній Америці, може досягати довжини 2,7 м.[53] Жовточеревий вуж (Pseustes sulphureus) може перевищувати довжину 3 метрів.[54]

### Аспіди (Elapidae)
- Найдовшою отруйною змією є королівська кобра (Ophiophagus hannah), її довжина (зафіксована в неволі) досягає 5,7 м завдовжки, а вага до 12,7 кг.[49] Другою за довжиною отруйною змією у світі є африканська чорна мамба (Dendroaspis polylepis), яка може вирости до 4,5 м.

### Сліпуни (Leptotyphlopidae)
- Найбільшим сліпуном є Rena maxima — самиця з довжиною тіла (SVL) 33 см плюс хвостик 1,8 см завдовжки.

### Гадюки (Viperidae)
- Габонська гадюка (Bitis gabonica), дуже масивний вид з максимальною довжиною близько 2 метрів, як правило, є найважчою неудавовою змією, і найбільшим представником родини гадюк, причому повідомляється про неперевірені зразки вагою до 20 кг.[49] Але дикий перевірений найбільший зразок сягав 1,8 м, спійманий у 1973 році, важив 11,3 кг.[49] І тому найважчою отруйною змією, а також найбільшим видом гадюк на сьогоднішній день є східна діамантова гримуча змія (Crotalus adamanteus) з максимальною достовірною масою 15,4 кг і максимальною довжиною 2,4 м.[55] Інший представник родини гадюк, хоча й не такий важкий, але ще довший, бушмейстер німий (Lachesis muta), з максимальною довжиною 3,65 м.[56]